# Mustelicosa dimidiata
Mustelicosa dimidiata là một loài nhện trong họ Lycosidae.
Loài này thuộc chi Mustelicosa. Mustelicosa dimidiata được Tord Tamerlan Teodor Thorell miêu tả năm 1875.